# The Pregnancy Project
The Pregnancy Project es una película estadounidense dirigida por Norman Buckley, y producida por Lifetime Movie Network. Se trata de un drama con estilo de documental basado en hechos reales, protagonizado por Alexa Vega.

## Sinopsis
Gaby Rodríguez, una joven de 17 años de edad, que asiste a una escuela secundaria en Washington, decide realizar su proyecto de graduación sobre el estereotipo que se genera sobre las adolescentes embarazadas, para lo cual finge estar embarazada.

## Reparto
- Alexa Vega como Gaby Rodríguez.
- Walter Pérez como Jorge.
- Peter Benson como Shawn Myers.
- Mercedes de la Zerda como Sonya.
- Kaaren de Zilva como Carmen.
- Richard Harmon como Aaron.
- Rowen Kahn como DJ.
- Laine MacNeil como Peyton.
- Laci Mailey como Tyra Wilkins.
- Michael Mando como Javier Rodríguez.
- Heather-Claire Nortey como Emily.
- Merritt Patterson como Maddy.
- Judy Reyes como Juana.
- Sarah Smyth como Claire.
- Sarah Strange como Leann Strahle.
- Sharon Taylor como Karen.
- Lucia Walters como Reportera.